# Karaïsme
Cet article traite du karaïsme en tant que religion ; pour l'histoire des communautés qui l'adoptèrent, voir Histoire du karaïsme
Le karaïsme (en hébreu : קראות qaraout ; peut aussi s'écrire caraïsme, qaraïsme ou charaïsme) est un courant du judaïsme scripturaliste, car fondé sur la seule Miqra, c'est-à-dire la Bible hébraïque et le refus de la Loi orale. Il est donc en opposition au judaïsme rabbinique. Ses adhérents sont appelés les juifs karaïtes (hébreu : בני המקרא bnei haMiqra, « fils de la Miqra »), historiquement aussi orthographié qaraïtes ou caraïtes, et forment une communauté ethnique et religieuse.
Les premières mentions des karaïtes remontent au IXe siècle et font référence au mouvement fondé en Babylonie par Anan ben David un siècle plus tôt, bien que des mouvements karaïtes moins importants aient pu le précéder. Le karaïsme connaît un âge d'or du IXe siècle au XIe siècle et aurait, selon certaines sources, été adopté par 40 % de la population juive mondiale, aussi bien en Europe que dans le monde arabe. Son influence décline ensuite progressivement mais des communautés se maintiennent au Caire, en Crimée, en Lituanie et ailleurs.
Aujourd’hui il y a 30.000 karaïtes dans le monde et environ 20.000 à 25.000 en Israël.

Les samaritains (le samaritanisme est apparenté au judaïsme), qui se réclament des Samaritains du Ier siècle, refusent quant à eux la centralité de Jérusalem. Ils ne sont plus que quelques centaines.

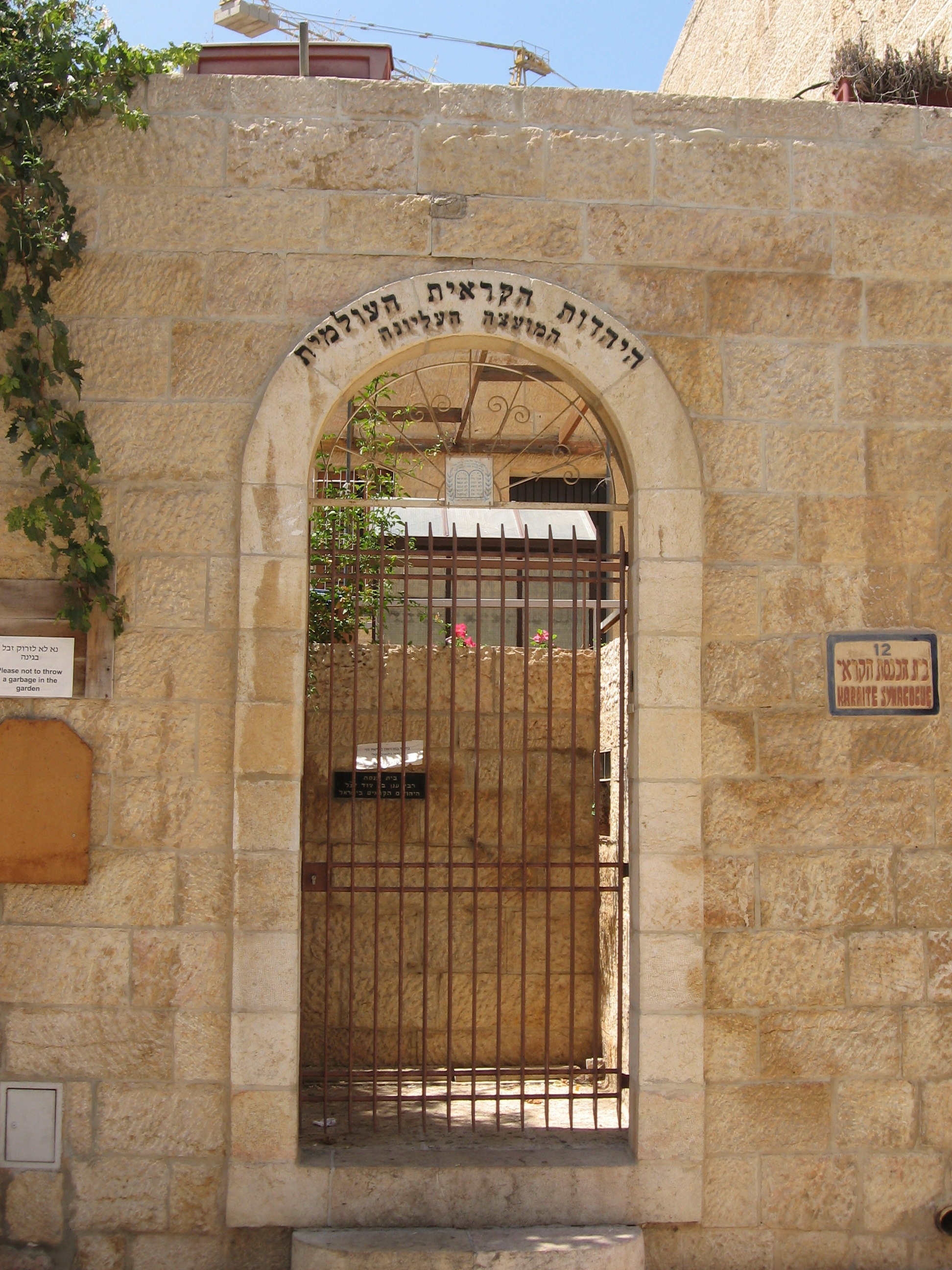
Synagogue karaïte à Jérusalem

## Fondements
À la base du karaïsme se trouve l'adhésion à la seule loi religieuse écrite (Bible hébraïque), et non à la tradition orale héritée. Les karaïtes ne rejettent pas tant les Talmuds (corpus consignant la tradition orale juive) et les rabbins que la nature supposée révélée par Dieu du Talmud et le monopole des rabbins en matière de halakha et d'exégèse des textes saints.
La version de la loi religieuse écrite reconnue par les karaïtes est strictement identique à celle des rabbanites : c'est le tanakh hébraïque tel que fixé par les massorètes. Selon le site internet de l'association des karaïtes américains (Karaite Jews of America), « les karaïtes, comme tous les Juifs, reconnaissent tout le Tanakh, la Bible hébraïque, c’est-à-dire non seulement le Houmach ou Pentateuque, mais aussi, les Livres des Prophètes (Nevi'im), et les Livres hagiographes (Ketouvim) ».
Dans d'autres domaines, comme la théologie, existent généralement de fortes similitudes, même si certains groupes européens ont développé des innovations.
Enfin, des détails rituels séparent les deux groupes, mais aussi les communautés karaïtes entre elles. En effet, eu égard au principe fondamental de l'interprétation personnelle des textes saints, les principes et rituels du karaïsme peuvent varier d'un groupe à un autre, voire entre personnes, au moins dans une certaine mesure. Le karaïsme est donc un mouvement religieux bien moins homogène que le judaïsme rabbinique auquel il s'oppose, et c'est ce rejet du rabbinisme qui le fédère.

### Rejet de la Torah orale
La Bible témoigne dès l'époque de Néhémie du recours constant à l'exégèse du Texte afin de restaurer des rites « oubliés ». On discerne aussi depuis le IIIe siècle avant l'ère commune au moins une tendance de certains à se fier à la Torah orale, une tradition exégétique orale, source de traditions et de commandements non inclus de façon explicite dans la Torah écrite, bien que remontant selon ses partisans à Moïse sur le Sinaï. Cette tendance s'exprimait au Ier siècle avant l'ère commune à travers le mouvement pharisien, auquel s'opposait vigoureusement le parti sadducéen, dont les rangs étaient formés par la noblesse sacerdotale. Les Sadducéens (dont certains karaïtes, mais pas tous, considèrent être les successeurs), n'accordaient aucun crédit à toute source autre que la Torah écrite (Pentateuque) pour déterminer la loi religieuse. L'affrontement entre pharisiens, précurseurs du judaïsme orthodoxe actuel, et sadducéens tourna brutalement à l'avantage des premiers à la chute du Second Temple de Jérusalem en 70 EC. En effet, les sadducéens étaient un groupe sacerdotal lié au Temple de Jérusalem, tandis que la doctrine des pharisiens permettait de faire reposer le culte non seulement sur le Temple, mais aussi sur la prière et l'étude. Il n'est cependant pas impossible que des factions sadducéennes isolées et minoritaires aient subsisté.
Complément à la Torah écrite, la Torah orale fit pendant longtemps l'objet d'une interdiction de mise par écrit, destinée à la maintenir dynamique. Mais de peur qu'elle soit perdue (la Michna), elle fut consignée par écrit en plusieurs étapes. La première consista au IIe siècle de l'ère commune à rédiger la Mishna et la Tosefta. La Mishna « se présente comme un code de loi, en quelque sorte les décrets d'application de la législation biblique », et la Tosefta en représente un premier commentaire. À ces deux textes se rajoute la Baraïta, qui demeura orale et regroupa les traditions non-compilées dans la Mishna. 
Chaque article de la Michna fut lui-même l'objet de commentaires oraux entre le IIe et le Ve siècle, qui furent compilés dans la Guemara. « C'est à l'ensemble Mishna (lois) et Gémara (commentaire des lois […]) que l'on donna le nom de Talmud » aux IVe et Ve siècles, en deux versions : les Talmuds de Babylone et de Galilée ».
Cependant, si le pharisaïsme avait été établi en norme après la destruction du Second Temple de Jérusalem, le principe sur lequel il reposait, à savoir la validité de la loi orale, était loin de faire l'unanimité. Outre les sadducéens, pour lesquels la Torah orale compilait des traditions populaires sans valeur religieuse, il existait d'autres courants scripturalistes non-sadducéens qui constituent sans doute le soubassement historique du karaïsme. Des recherches récentes, fondées sur les témoignages d'auteurs anciens non-juifs relatifs au judaïsme, en particulier Juvénal étudié par P. Nahon, ont montré que le judaïsme occidental des premiers siècles de l'ère chrétienne reposait sur une tradition distincte et indépendante des courants interprétatifs orientaux qui ont donné naissance aux Talmuds. De ce fait, les karaïtes furent non des dissidents, mais des Juifs attachés à leur tradition ancienne et qui ont refusé les innovations que les rabbins babyloniens talmudistes sont venus apporter dans l'Antiquité tardive.
Le karaïsme ne reconnaît qu'Élohim comme dieu, les prophètes du Tanakh (Bible hébraïque) comme Ses seuls envoyés, et leurs paroles comme la seule parole de Dieu. Il conteste la Torah orale car elle se présente comme révélée, donc d'autorité équivalente. Il n'est ni interdit, ni même forcément déconseillé de la suivre (sauf pour les passages que les karaïtes considèrent en contradiction avec le texte écrit), mais ne pas la présenter comme d'origine humaine mettrait gravement en danger la primauté de la parole divine, et serait en contravention au précepte édicté dans le Deutéronome de ne rien ajouter ni retrancher à la Loi.

#### Arguments des karaïtes contre la Torah orale
- Controverses autour de la Torah orale

Les karaïtes notent qu'il n'existe pas une seule mention incontestable de la Torah orale dans le pechat de la Miqra (le texte de la Bible dans son sens le plus évident). Au contraire, les karaïtes considèrent que des indices militent contre l'hypothèse d'une Torah orale donnée par Dieu en même temps qu'il donnait la Torah écrite :
- Dieu recommande expressément dans le Deutéronome de ne rien ajouter ni retrancher à la Torah[14] ;
- le livre de l'Exode 24:12[15] mentionne « Je veux te donner les tables de pierre, la Torah et la Mitzvah que J'ai écrites ».

Dans le même ordre d'idées, les karaïtes considèrent que la Torah orale contredit en de nombreux endroits la Torah écrite, ce qui serait impossible si elles étaient issues de la même source divine.
De façon plus indirecte, les karaïtes ne peuvent admettre qu'une tradition reçue de Dieu puisse faire l'objet de tant de variations et de disputes. Les nombreux commentaires, parfois divergents, que suscite la Torah orale ou ses rapports avec la Torah écrite leur semblent un indice d'imperfection, contradictoire avec l'origine divine de la loi orale.
Enfin, la Torah orale s'enrichit continuellement de nombreux commentaires, lesquels se basent sur des commentaires plus anciens, mais pas directement sur la Torah écrite telle qu'elle a été donnée. L'homme étant sujet à l'erreur, les commentaires des rabbins actuels pourraient se baser sur des erreurs, qui iraient alors en s'accumulant.

### Herméneutique halakhique
Le karaïsme, refusant l’exégèse talmudique du judaïsme rabbinique, a développé sa propre démarche. Il s’appuie sur trois piliers exégétiques afin de déterminer la halakha (lois et prescriptions religieuses) :
La Miqra elle-même, c’est-à-dire l’ensemble des mitzvot, positives et négatives, que Moïse reçut sur le Sinaï, et consigna dans la Torah écrite, est la source de prédilection. Elle a valeur d’étalon absolu et aucune loi ne peut être édictée qui contredirait son sens apparent, l’interprétation duquel est laissé à la libre appréciation de chacun.
Le Heqech (déduction), c’est-à-dire l’herméneutique karaïte, analogue au midrach halakha rabbanite, est utilisé par les Posqim (décisionnaires) karaïtes pour fixer la Halakha (loi religieuse) dans les cas non décrits clairement dans la Torah. Ces déductions peuvent être linguistiques ou logiques. Anan ben David utilisait les treize principes de Rabbi Ichmaël, auxquelles il reconnaissait une valeur logique mais non révélée.
Le Sevel HaYeroucha (Fardeau de l’Héritage) est un ensemble de règles et de coutumes pour lesquelles il n’existe pas de description précise dans la Bible hébraïque, comme la brit milah ou la chehita. Transmises oralement de génération en génération, parfois même supposée dater d’avant le don de la Torah à Moïse (la circoncision remonte selon la Bible à Abraham, et donc préexiste à Moïse), ces règles sont observées, à condition de ne pas contredire la Torah écrite et d’être le prolongement de celle-ci (par exemple, la chehita s’appuie sur l’interdiction de consommer du sang). Souvent assez semblables aux rites décrits dans le Talmud, les karaïtes ne confèrent cependant pas à ces traditions le statut de mitzvot d’origine divine, contrairement aux rabbanites.

### Exégèse personnelle
Corollaire du refus de la loi orale, les karaïtes rejettent le principe rabbinique de la Emounat 'hakhamim « la foi dans les sages ». Selon ce principe, chaque Juif pieux doit se donner un rabbin, versé dans la Torah orale et ses interprétations, qui guidera sa vie, au moins religieuse. Les termes de « sages », « grands de la Torah », « luminaires » ou « décisionnaires » désignent les rabbins les plus importants, qui « ont accès à la “connaissance suprême” [et] voient ce qui va se passer dans le long terme, à un niveau supérieur ». L'autorité des rabbins, et plus spécifiquement des grands « sages », en matière d'interprétation de la Torah, ne peut être remise en question que par l'un de ses pairs. Partant, l'on ne peut contester l'opinion d'un sage de la génération précédente qu'à condition de s'appuyer sur un autre sage de la génération précédente.
Les karaïtes, s'ils ne rejettent ni la nécessité de l'exégèse biblique, ni même le besoin d'une tradition orale, réfutent cette « sacralisation » des prédécesseurs et des experts, et n'hésitent pas à s'éloigner de leurs enseignements s'ils estiment rester plus fidèles au sens obvie (le plus évident) des versets dans leur exégèse biblique, tant homilétique que légalistique.
À la base du karaïsme se tient donc l'exégèse personnelle. La littérature karaïte tardive rapporte cette initiative à Anan ben David, qui aurait dit à ses disciples de « bien chercher dans la Torah, et de ne pas [se] reposer sur [s]on avis ». Cependant, le Sefer Hamitzvot d'Anan ne comporte pas cette injonction, et les chercheurs pensent que cette prescription fut inventée des siècles plus tard. Ce principe donne à tout particulier la possibilité de commenter la Torah par lui-même, en se basant sur sa propre étude, et en essayant de l'interpréter de la façon que Dieu avait signifiée à ses premiers lecteurs.
De ce principe découle également la compréhension que la détermination de la pratique religieuse à adopter est également à la discrétion de chacun. Cependant, loin d'être une exhortation au choix personnel, il s'agit d'un appel à la responsabilité personnelle, ainsi que l'énonce le hakham (sage) Sahl ben Matzliah HaCohen, « sachez, enfants d'Israël que chacun est responsable de son âme, et que notre Dieu n'entendra pas les paroles de celui qui se justifie en disant : "ainsi m'ont appris mes maîtres" ».
Le hakham Daniel ben Moché Al-Qumisi déclare de façon plus tranchée encore : « Celui qui se repose sur les enseignements de l'exil, sans bien chercher par sa propre sagesse, est comme un idolâtre ». Daniel al-Qumisi enjoignait également de ne baser sa pratique religieuse que sur les paroles de Dieu, et non sur d'autres sources, ce qui aurait pour effet d'éloigner l'homme de Dieu.
Malgré cette absence de norme interprétative absolue, les mouvements karaïtes surent éviter l'anarchie. Les hakhamim, s'ils n'avaient pas un rôle communautaire aussi prépondérant que celui des rabbins, étaient malgré tout considérés comme autorité importante à défaut d'être définitive, et ce en matière d'exégèse, de halakha et de tradition, et les exégèses individuelles avaient tendance à se conformer aux leurs.
Par ailleurs, les karaïtes adoptèrent la ha'ataqa, le principe de la majorité dans le domaine de l'exégèse, choisissant les interprétations qui convainquent le plus grand nombre (les interprétations minoritaires ne sont pas reléguées pour autant, à condition d'être basées sur le pechat).
Dans son 'Aderet Eliyahou', le hakham Eliyahou Bachiyatzi (1420-1490) écrit que les hakhamim d'une génération ont la possibilité d'édicter des décrets que toute la communauté se doit d'observer.
Les karaïtes refusent cependant toute exégèse antérieure comme définitive, y compris celle des hakhamim, bien qu'ils en tiennent fortement compte. Le dernier hakham al-Akbar (grand sage) (1934-1956) de la communauté du Caire, Touvia Levi Babovitch, Égyptien d'origine russe, répondait à l'objection selon laquelle le karaïsme élabore un code tout comme le rabbanisme, en appuyant sur le caractère non-définitif des décrets des hakhamim : « De nombreux chercheurs ont établi la différence entre les fondements de foi des karaïtes et ceux des rabbanites, en ce que le karaïsme s'appuie à chaque génération sur la Torah écrite, et dans la possibilité des hakhamim de la génération de modifier les coutumes et lois en fonction de l'époque sans dévier à droite ni à gauche de la Lettre, alors que le judaïsme rabbinique s'appuie sur les paroles des Sages pharisiens, qui ont préséance sur les paroles de la Torah ».

### Piliers de la halakha karaïte

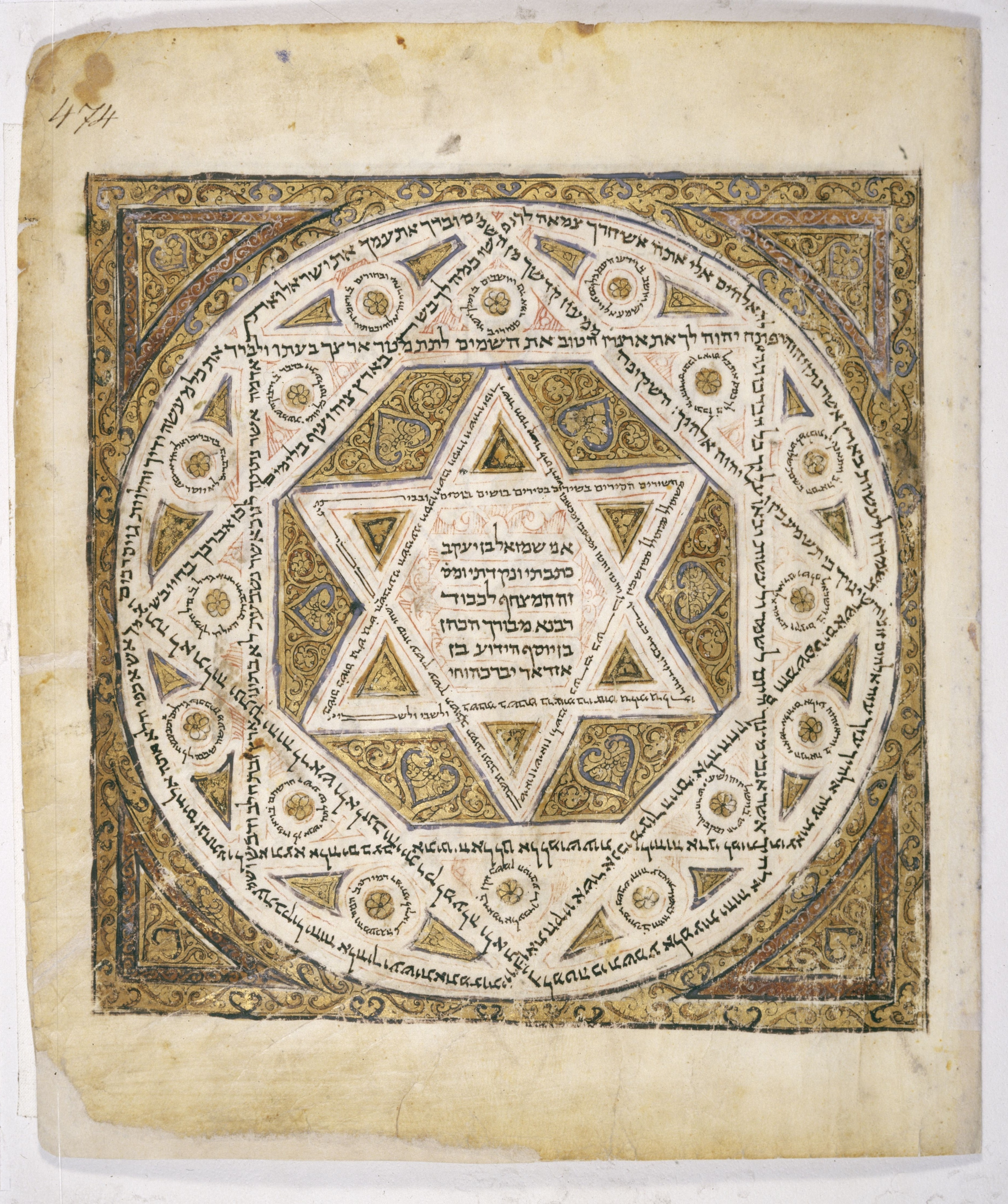
La page de garde du codex de Léningrad, une bible du Xe siècle qui fut, comme la plupart des codes massorétiques, une possession karaïte.

Le karaïsme s'appuie sur trois piliers exégétiques afin de déterminer la halakha (lois et prescriptions religieuses).
Le premier et le plus important est le Tanakh, ou Miqra (Bible hébraïque), lui-même, c'est-à-dire l'ensemble des mitzvot (commandements, prescriptions), positives et négatives, que Moïse reçut sur le Sinaï, et consigna dans la Torah écrite (la Bible hébraïque, plus spécifiquement le Pentateuque). Bien que les karaïtes favorisent son interprétation selon le sens simple des versets, ils réfutent l'appellation de « littéralistes », se considérant davantage comme des « contextualistes ».
La Miqra a valeur d'étalon absolu et aucune loi ou interprétation ne peut être édictée qui contredirait son sens apparent. Dans cette limite, l'interprétation est laissée à la libre appréciation de chaque fidèle. La version du Tanakh utilisée par les karaïtes est identique à celle des rabbanites. Tous se fient au texte massorétique. Les plus vieux exemplaires connus du texte massorétique, les codex d'Alep, de Léningrad ou du Caire appartenaient à des communautés karaïtes, et ceux-ci considèrent que les Massorètes étaient eux-mêmes des karaïtes, ce point étant controversé.
Le second est le Heqech (Déduction ou interprétation logique), c'est-à-dire l'herméneutique karaïte, analogue au midrash halakha rabbanite. Il est utilisé par les Posqim (décisionnaires) karaïtes pour fixer la Halakha (loi religieuse) dans les cas décrits de façon insuffisamment détaillée dans la Torah. Ces déductions peuvent être linguistiques ou logiques. Anan ben David utilisait les 13 principes de Rabbi Ichmaël, auxquels il reconnaissait une valeur logique mais non révélée.
Le troisième est le Sevel HaYeroucha (Fardeau de l'Héritage), un ensemble de règles et de coutumes, comme la brit mila (circoncision) ou la shehita (abattage rituel des animaux), transmises oralement de génération en génération, parfois même supposées antérieures au don de la Torah à Moïse (la circoncision remonte selon la Bible à Abraham, et préexiste donc à Moïse). Au vu de la méfiance des karaïtes envers les sources non-écrites, on comprend que le recours au Sevel Hayeroucha soit restreint aux pratiques explicitement évoquées mais non décrites dans la Bible hébraïque. Ces règles sont observées, à condition qu'elles ne contredisent pas la Torah écrite et soient le prolongement de celle-ci (par exemple, la chehita s'appuie sur l'interdiction de consommer du sang). Ces règles sont souvent assez semblables aux rites décrits dans le Talmud ; les karaïtes ne confèrent cependant pas à ces traditions le statut de mitzvot d'origine divine, contrairement aux rabbanites.

### Principes théologiques
Alors que karaïtes et rabbanites débattaient âprement de points de loi (Mitzvot) et de pratique, ils étaient assez largement en concordance sur la théologie.
Précédant d'un siècle la formulation de Moïse Maïmonide, le Hakham Yehouda ben Eliya Hadassi expose à Constantinople les principes de foi dans son Echkol ha-Kofer (1148) :
1. Dieu est le Créateur de tous les êtres créés.
2. Dieu est transcendant et n'a ni égal ni associé.
3. L'univers tout entier a été créé.
4. Dieu appela Moïse et les autres Prophètes du canon biblique.
5. La Loi de Moïse seule est vraie.
6. Connaître le langage de la Bible (l'hébreu) est un devoir religieux.
7. Le Temple de Jérusalem est le palais du Maître du monde.
8. Croyance en la résurrection, contemporaine de la venue du Messie fils de David.
9. Jugement final.
10. Rétribution.

Ces principes sont donc assez similaires aux treize principes de Maïmonide, à l'exception des articles 5 et 6, qui mettent l'exergue sur le rejet de la Loi orale et l'obligation de connaître l'hébreu.
Les karaïtes adhèrent à la croyance eschatologique en la venue du Messie et en la résurrection des morts, et se basent pour cela sur diverses sources bibliques. Dans ce domaine, les karaïtes ont donc une croyance tout à fait similaire à celle des Juifs rabbanites, mais divergent fondamentalement d'avec les Sadducéens (qui n'y croyaient pas), autre courant scripturaliste (basé sur l'écriture), dont certains karaïtes considèrent pourtant qu'ils sont les héritiers. Les adhérents à cette thèse tentent de résoudre le paradoxe en postulant l'existence de plusieurs courants sadducéens d'une part, et d'une possible croyance antérieure de ce courant dans la résurrection des morts d'autre part.

## Rites et coutumes
« Le mode de vie karaïte, très vite considéré comme hérétique par le judaïsme orthodoxe, se distingua par une application beaucoup plus rigoureuse de la Loi », mais aussi par des pratiques rituelles différentes.

### Offices de prière et lieux de culte karaïtes

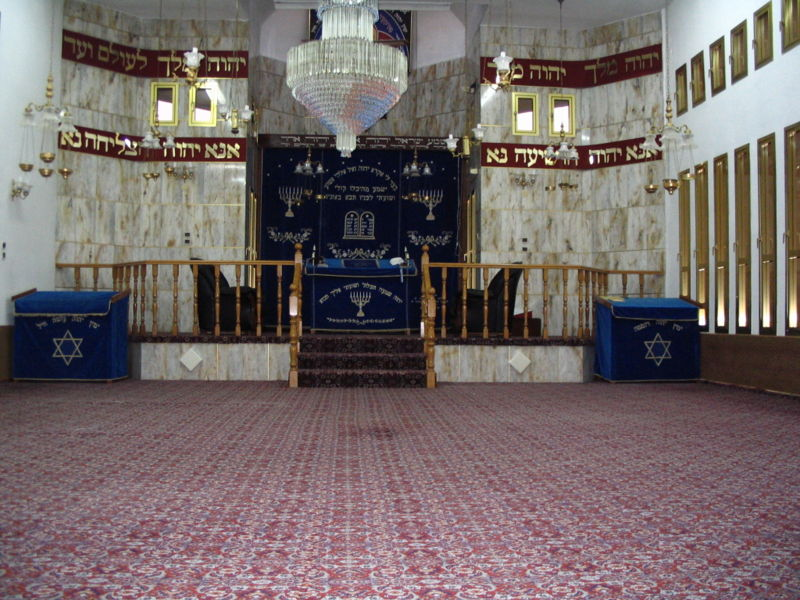
Intérieur de la kenessa karaïte du mochav Matzliah

Les karaïtes prient trois fois par jour en référence au Livre de Daniel. Leur liturgie est plus restreinte que celle des rabbanites, et comporte principalement la lecture de versets de la Torah. La prosternation est nettement plus pratiquée que chez les rabbanites, qui ne le font qu'à Yom Kippour. Les karaïtes s'appuient sur des sources bibliques, comme le Livre de Daniel pour justifier cela.
Il n'y a pas de « clergé ». La seule autorité légitime est celle des prêtres du temple de Jérusalem, disparue depuis la destruction de celui-ci en 70 EC, prêtres que seule la reconstruction du Temple pourrait restaurer. Chacun peut donc en théorie participer à l'organisation du culte, bien qu'en pratique, les Hazzanim (chantres) et Hakhamim (sages) tiennent un rôle religieux plus important. Dans la communauté karaïte cairote à la veille de son émigration en Israël, les officiants, bien que refusant toute référence au rabbinat du Caire, portaient soit le titre de rabbi, soit celui de hakham.
Les karaïtes n'utilisent pas le terme de beth knesset (synagogue), mais celui, assez proche, de kenessa (ces deux termes sont dérivés de l'hébreu כנסת (knesset), assemblée, à rapprocher du grec ancien ἐκκλησία / ekklēsia, « assemblée du peuple »). Ils considèrent leur kenessa comme un Temple miniature, un endroit central et unique où l'homme communie avec son Créateur. Toute personne entrant dans le lieu de prière se doit donc d'être propre et dépourvue d'impureté rituelle, tant dans son corps que sur ses habits. Les chaussures, pouvant avoir foulé des lieux impurs, doivent être laissées à l'entrée. Les karaïtes font remonter cet usage à Moïse et Josué, auxquels Dieu ordonne de se déchausser car le lieu où ils se trouvent est consacré. Leurs critiques rabbanites les accusent d'avoir repris une coutume musulmane.
Le sol est recouvert de tapisseries, afin de respecter les règles des prières, déduites des prières décrites dans le Tanakh. Il est interdit d'y pénétrer après avoir consommé de l'alcool, sur la base de Lévitique 10:9.
Sur le plan architectural, kenessot et synagogues diffèrent peu. Selon la description des rituels de la communauté du Caire, à la veille de son émigration vers Israël, entre 1947 et 1968 : « Les [deux] synagogues karaïtes n'avaient aucune particularité architecturale, et ressemblaient à celles des rabbiniques. Toutes les deux avaient le même plan basilical. La galerie réservée aux femmes s'étendait à l'étage sur trois côtés. Le mur Est comportait la niche de la Torah, la Tiva ; la partie centrale de la nef était occupée par la Teba, le pupitre destiné à la lecture des écritures. Une différence toutefois, dans le mobilier : les synagogues karaïtes ne comportaient pas de bancs ni chaises, mais des tapis de prière sur lesquels les orants se prosternaient ».

### Calendrier et fêtes karaïtes
Le calendrier utilisé par les karaïtes n'est, contrairement à celui des rabbanites, ni fixé d'avance ni basé sur le calcul, mais sur l'observation de la lune : le premier du mois est déterminé par l'observation du premier filet de lune après la disparition de la lune du mois précédent, c'est-à-dire la nouvelle lune. C'était du reste la méthode utilisée par tous avant la dislocation du Sanhédrin. Ainsi, « les karaïtes rejettent […] la réforme du calendrier présentée par les rabbins au IXe siècle, et leurs fêtes peuvent tomber à des moments légèrement différents des fêtes rabbanites ».
Le mois du mûrissement des grains d'orge en terre d'Israël est le signe de l'Aviv, qui tombe normalement pendant le mois de Nissan et marque le début de la nouvelle année. Pessah (Pâque) est célébré au 14e jour de ce mois. Les karaïtes la célèbrent comme les rabbanites par un Seder, et lisent la Haggada dont ils possèdent leur propre version. Toutefois, au vu de la différence de nature des calendriers, il arrive que le 14 du mois de l'Aviv ne corresponde pas au 14 du mois de Nissan, et que les karaïtes ne célèbrent pas Pessah à la même date que les rabbanites.
Le décompte de l'omer est l'une des différences les plus caractéristiques entre les tenants du seul Écrit, dont les karaïtes et les Samaritains, et ceux de la Torah orale, du fait de leur interprétation de Lévitique 23:15–21. La prescription biblique demande de compter « depuis le lendemain du sabbat », depuis le jour de l'offrande du 'omer, sept semaines entières, jusqu'au « lendemain du septième sabbat ».
Les rabbanites lisent « depuis le lendemain du jour de repos […] jusqu'au lendemain de la septième semaine », alors que les karaïtes lisent « depuis le lendemain du sabbath […] jusqu'au lendemain du septième sabbath ». Leur décompte ne commence donc pas systématiquement le 15 Aviv, mais « toujours un dimanche », et se termine un dimanche, sept semaines plus tard.
Les karaïtes n'observent pas le second jour de fête, car il n'y est fait mention nulle part dans la Torah. De même, ils ne reconnaissent pas le yoma arikhta de Roch Hachana, et ne célèbrent donc le yom teroua (qui est le nom de la fête célébrée le "premier jour du septième mois" dans la Torah) qu'un seul jour.
Les karaïtes ignorent « tout comme les falachas, la fête de Hanoucca (la fête des lumières), qui est post-biblique ». De plus, ils objectent qu'on ne peut se réjouir de la consécration d'un Temple qui a été détruit depuis. Les fêtes nationales israéliennes ont cependant été incluses dans leur calendrier des fêtes.

### Lois sur le mariage et la pureté rituelle
Les anciens karaïtes avaient déduit du verset « C’est pourquoi l’homme […] s’attachera à sa femme, et ils deviendront une seule chair » que les proches de la femme devenaient membre de la famille de l'homme, et par la même impropres au mariage avec des proches de l'homme et vice-versa (tabou de l'inceste). Cette interprétation, dite rikouv be'arayot (mélange des parentés), ne tarda pas à poser des problèmes pour les communautés karaïtes de nombre restreint. Les hakhamim ultérieurs abrogèrent donc cette interprétation, arguant qu'elle « ajoutait aux propos de la Torah ». Cependant, en vertu d'un heiqech sur le chapitre 18 du Lévitique, les karaïtes continuent à interdire les mariages entre cousins, paternels ou maternels.
Les karaïtes sont particulièrement sévères en matière de pureté rituelle. Les personnes impures, hommes ou femmes, doivent manger séparés, maintenir un écart entre eux et la communauté et sont interdits d'accès à la kenessa (bien qu'en Israël, ce dernier soit très difficile à obtenir en pratique).
Le statut de niddah (impureté de la femme après ses règles) ne dure, contrairement aux rabbanites, que 7 jours (Vayiqra 15:19), les karaïtes comptant ceux-ci à partir du début des menstruations, alors que pour les rabbanites, l'impureté rituelle commence au début des règles pour se terminer 7 jours après leurs fins.
La période d'impureté d'une parturiente est de sept jours si elle accouche d'un garçon, 14 s'il s'agit d'une fille, à laquelle s'ajoute une période dite « jours de pureté », de 33 jours pour un garçon, 66 jours pour une fille, ainsi qu'il est dit dans la parasha Tazria (livre 12 du Lévitique). Le maintien des règles de pureté présente des analogies tellement fortes avec celles des Juifs éthiopiens (Beta Israël) que des contacts entre les communautés ont été suggérés. Cependant, les karaïtes actuels attribuent cette ressemblance au fait que les ancêtres des Juifs d'Éthiopie auraient migré avant l'apparition de la Torah orale et auraient été isolés depuis de l'influence rabbinique.
Les karaïtes n'acceptent pas l'usage rabbinique de la purification dans un mikvé. Ils estiment qu'il est possible de se purifier dans toute eau courante, y compris une douche.
Pour eux, le mikvé est une invention tardive. De fait, l'usage de se purifier dans un cours d'eau semble avoir joui d'une telle popularité dans les cercles rabbanites du passé qu'il ne fallut pas moins qu'un arrêté du Rambam pour l'interdire.

### Statut de la femme
Dans l'approche karaïte, les femmes sont jugées égales aux hommes, et les hakhamim karaïtes s'expriment en termes positifs vis-à-vis d'elles.
Cette approche, qui a sans doute varié selon les époques et les communautés, est à l'origine de différences supplémentaires entre les coutumes karaïtes et rabbanites :
- les hommes karaïtes ne récitent pas la berakha (bénédiction) chelo 'assani icha (« qui ne m'a pas fait femme ») ; hommes et femmes karaïtes bénissent habor'i betzelem Enoch (« Celui Qui m'a créé[e] à l'image d'Enoch ») ;
- les femmes ne sont pas dispensées des mitzvot dont le temps est déterminé ; les karaïtes expliquent que lorsque la Torah limite une mitzva aux seuls hommes ou aux seules femmes, le Texte l'indique clairement, et que dans les autres cas, les prescriptions doivent être réalisées de la même manière, pour les hommes comme pour les femmes ;
- le témoignage d'une femme vaut celui d'un homme ;
- les femmes karaïtes peuvent théoriquement exercer des fonctions de dirigeantes, y compris aux époques prémodernes. Ainsi, dans l'Espagne du XIe siècle, après le décès du dirigeant karaïte Sidi ibn al-Taras, c'est son épouse, al-Mouâllema (« L'Enseignante ») qui reprit la fonction de hakham[33]. En pratique, ce type de situation est rarement rencontré ;
- les karaïtes considèrent les hommes et les femmes égaux devant le divorce. C'est certes l'homme qui doit remettre le guett (document de divorce) à son épouse, mais il a été statué au XIXe siècle qu'un beth din (tribunal) karaïte peut s'y substituer si le mari refuse. Le statut d'agouna (« délaissée » : femme ne pouvant se remarier car son mari, bien que séparé d'elle, ne lui a pas accordé le guett) n'existe donc pas dans le karaïsme ;
- il n'est pas interdit à une femme de parler ou chanter dans la kenessa. Si hommes et femmes y sont séparés, comme chez les rabbanites, la raison officielle n'est pas la lutte contre la tentation ou la distraction des hommes pendant la prière (vision rabbanite), mais la volonté de protéger la pudeur des femmes lors de la prosternation.

Malgré ce statut théoriquement assez favorable, le poids des sociétés traditionnelles a toujours été important, et les communautés karaïtes ont eu des pratiques quotidiennes qui ne peuvent être qualifiées de « féministes ». Les karaïtes israéliens n'ont ainsi pas pour habitude de laisser une femme monter faire la lecture de la Torah à la synagogue.

### Shabbat
L'observance du shabbat, en particulier l'allumage des bougies et du feu, fut l'un des marqueurs de la rupture entre karaïtes et rabbanites. En effet, « les karaïtes ne laissaient pas le feu se consumer pendant le Chabbat, à la différence des Juifs traditionnels, pour qui l'interdit porte seulement sur l'acte (allumer le feu), et non sur le fait (laisser brûler une flamme) ». Il en résultait une absence des bougies du sabbat, et un refus de consommer le 'hamin (plat mijoté chaud, laissé sur un feu allumé avant le Chabbat, dont les variantes sont le cholent des ashkénazes et la dafina des séfarades). En pratique les rabbanites peuvent ainsi manger chaud le sabbat, quand les karaïtes mangent froid. Quiconque mangeait froid le sabbat dans les communautés rabbanites était donc soupçonné de pratiquer le karaïsme.
Des aménagements apparurent dès le XIe siècle, à la suite des interprétations de Benjamin al-Nahawendi, qui trouva des justifications pour admettre des interprétations rabbiniques dans le cadre du karaïsme : ainsi en est-il du pikkoua'h nefech, qui dicte de passer outre au sabbat en cas de menace vitale, ou du t'houm schabbat (domaine sabbatique), selon lequel il est permis de se déplacer dans un certain périmètre autour de son habitation. Certains karaïtes jugèrent également tolérable de laisser s'éteindre spontanément les chandelles allumées avant le chabbat, et donc de les laisser brûler une partie de celui-ci. Les hakhamim israéliens autorisent également de consommer des plats dont la chaleur a été maintenue dans une thermos.
Malgré ces quelques assouplissements, proches des pratiques rabbanites, la célébration du Chabbat karaïte demeure globalement plus sévère : les karaïtes n'acceptent pas l'idée d'érouv (exceptions au sabbat) et ne portent donc jamais de charges pendant celui-ci. Ils n'autorisent pas davantage la pratique rabbanite consistant à faire travailler un gentil le sabbat, fût-ce indirectement ou à titre gratuit. En se basant sur l'interdiction de tout travail, y compris celui de « cultiver », les karaïtes ont édicté une interdiction des rapports sexuels pendant le sabbat, toujours en vigueur.

### Les pratiques

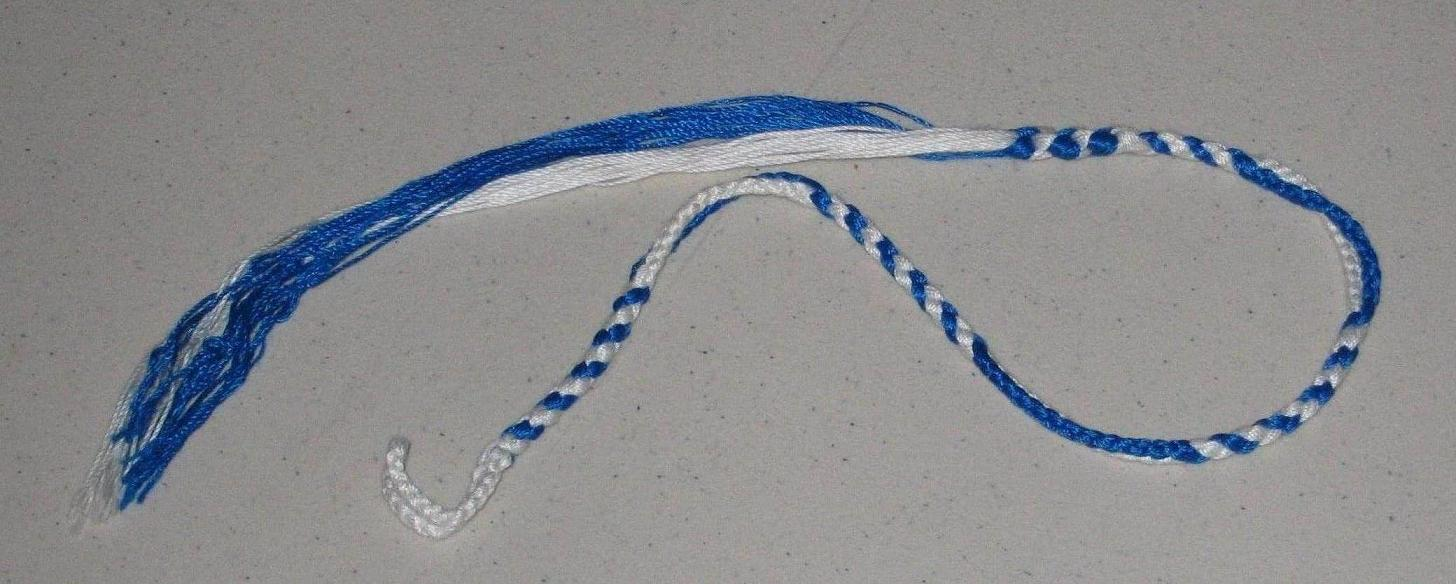
Des tsitsit karaïtes, comportant un fil d'un bleu générique (interprété comme tekhelet), et attaché selon la paracha (verset biblique) Schlakh Lekha.

- Les karaïtes portent des tsitsit (franges des vêtements et des châles de prière, et composés de cordeaux blanc et bleu entremêlés) différents des rabbanites. Les karaïtes ne souscrivent pas à l'interprétation rabbinique selon laquelle la couleur tekhelet serait un pigment particulier, et acceptent toute nuance de bleu.
- Les karaïtes ne considèrent pas que les châles de prière soient une obligation religieuse, et ne les utilisent donc historiquement pas, même si certains karaïtes israéliens les adoptent depuis peu.
- Les karaïtes interprètent la loi du talion de façon littérale. Ils ne la mettent toutefois pas en pratique, faute de poids judiciaire.
- Les karaïtes pratiquent la circoncision de façon globalement similaire aux rabbanites, mais sans peri'a (prise du prépuce dans les doigts du mohel) ni metzitza (aspiration du sang), qu'ils ne considèrent pas être « nécessaires ».
- Les karaïtes n'acceptent pas la matrilinéarité (le judaïsme rabbanite se transmet par la mère). La judéité se transmet exclusivement par le père. Ils pratiquent la patrilinéarité.
- Si les karaïtes n'acceptent comme cachères que les viandes de bêtes abattues rituellement (comme les rabbanites), ils autorisent les mélanges carnés/lactés (contrairement aux rabbanites), pour autant que lait et viande proviennent de deux espèces différentes. En conséquence, il existe à Ramle, important centre karaïte israélien, des restaurants affichant un certificat de cacheroute karaïte qui ne satisfont pas aux critères rabbanites.
- Les karaïtes, même pratiquants, se déplacent tête découverte (sans kippa), sauf à la kenessa et lorsqu'ils lisent les textes saints.

### Pratique actuelle
Contrairement aux époques précédentes, où les Sages karaïtes avaient pour habitude d'édicter des halakhot (règles) plus contraignantes que leurs homologues rabbanites, et à adopter des coutumes sensiblement différentes afin de s'en distancier, les Sages actuels ont tendance à interpréter la Torah de façon plus conciliante et ont adopté des mœurs plus semblables à celles des rabbanites. Ainsi, bien que les karaïtes interprètent de façon allégorique le passage dont les rabbanites ont déduit l'usage des tefillin (phylactères) et des mezouzot (boîtiers sur les linteaux des portes), les karaïtes d'Israël appliquent des plaques portant les dix commandements, voire des mezouzot rabbanites sur les linteaux de leurs portes afin de ne pas choquer leurs voisins rabbanites. Ils ont également adopté la bar-mitsvah, alors que les hakhamim antérieurs condamnaient cette pratique, jugeant que la maturité était propre à chacun et ne dépendait pas de l'âge.
Avec le retour des karaïtes en terre d'Israël, les cadres institutionnels de la communauté se sont affaiblis, et il en est de même pour le statut des hakhamim.

## Évolutions religieuses
Le karaïsme apparaît, dès son entrée sur la scène de l'Histoire, comme extrêmement diversifié, du fait de sa volonté d'exégèse personnelle. Bien que le respect de l'autorité des hakhamim et le principe de la ha'ataqa (décision à la majorité des hakhamim) aient par la suite réduit ce pluralisme, plusieurs écoles d'interprétation, d'ampleur et de durée inégales, se font concurrence et engendrent des courants comme l'ananisme, ou le benjaminisme.
De façon générale, les karaïtes non européens conservent des principes voisins sinon identiques à ceux du judaïsme rabbinique, avec des interprétations spécifiques dues au refus du Talmud, tandis que certains courants européens, pour des raisons partiellement tributaires de circonstances historiques, sortent clairement du cadre du judaïsme traditionnel au bénéfice d'une redéfinition non juive des Karaïmes est-européens à compter du XIXe siècle.

### Aux origines du mouvement
Lors de ses polémiques avec les karaïtes au IXe siècle, Saadia Gaon accuse ce mouvement d'être d'origine récente, et motivé par les seuls désirs de revanche d'Anan ben David. Son adversaire karaïte Salman ben Yerouḥam, considéré comme un historien sérieux, ne réfute pas le caractère récent des karaïtes.
Cependant, moins d'un siècle après Saadia Gaon, le hakham Yaaqov al-Qiriqissani écrit dans son Kitab al-Anouar qu'Anan ne fonda que les ananites et que ceux-ci ne s'intégrèrent aux karaïtes qu'ultérieurement.
L'auteur karaïte égyptien contemporain Mourad el-Kodsi fait état d'un document égyptien estampillé par Amr ibn al-As, le premier gouverneur islamique, daté de l'année 20 après l'Hégire (641) où les karaïtes seraient mentionnés par ce nom. Ce document aurait cependant disparu aux alentours du début du XXe siècle. L'origine du karaïsme ne peut donc pas être datée avec certitude, la plupart des karaïtes (ainsi que certains historiens, dont Moché Gil) estimant qu'Anan ben David, s'il fut le premier dirigeant d'envergure à s'opposer au rabbinisme, n'était pas le créateur du mouvement karaïte.
En règle générale, les karaïtes ont tendance à faire remonter leur mouvement à la plus haute antiquité. Ainsi, au XVIIIe siècle, le Hakham Mordecai ben Nissan, reprenant les idées de Caleb Afendopolo et Eliyahou Bachiatzi,, fait remonter leur existence à Juda ben Tabbaï, un contemporain de Simon ben Chetah (Ier siècle avant l'ère commune).
Selon d'autres, les karaïtes descendraient de la secte des tzaddiqim (« justes »), à ne pas confondre avec les tzedouqim, les sadducéens.
Au XIXe siècle, Avraham Firkovitch défendait l'idée que « les ancêtres des Karaïtes [de Crimée] étaient venus en Crimée au VIIe siècle avant l'ère commune ».
Certains karaïtes ont aussi défendu la thèse selon laquelle ils descendaient de la plus célèbre école juive scripturaliste (donc opposée à la loi orale) de l'Antiquité, les Sadducéens. Ce rattachement supposé, qui fut utilisé plus tard par les Karaïmes d'Europe de l’Est afin de se disculper de l'accusation de peuple déicide, avait été condamné au XIIe siècle par le Hakham Juda Hadassi, qui démontrait leurs nombreux désaccords théologiques, dont la croyance en la résurrection des morts (refusée par les Sadducéens). Elle avait cependant été soutenue par les rabbins médiévaux, dont Juda Halevi, Abraham ibn Ezra, Abraham ibn Daoud et Moïse Maïmonide, mais cette opinion pourrait également n'être que le reflet d'une volonté de discréditer la secte en la présentant comme la rémanence de la secte du second Temple, haïe par les rabbanites. Elle fut reprise par l'un des fondateurs du judaïsme réformé, le rabbin Abraham Geiger, mais contestée par le rabbin Bernard Revel, qui remarque une singulière analogique entre la halakha karaïte et celle de Philon d'Alexandrie.
Il a été remarqué que le karaïsme aurait également des points communs avec les Esséniens. Des auteurs (Kowzalsky et al.) ont en effet constaté une « analogie singulière » entre les écrits des anachorètes de la mer Morte et les textes karaïtes. Les écrits du Hakham Benjamin al-Nahawendi porteraient l'influence des Maghâriyah (Hommes des Grottes), qu'Abraham Harkavy identifie aux Esséniens. L'auteur karaïme moderne Simon Szyszman défend ainsi une origine essénienne de la doctrine religieuse karaïte.
Quelle que soit leur version des origines, les karaïtes ne se perçoivent pas comme des innovateurs, mais bien au contraire comme les légitimes continuateurs des courants originels du judaïsme, dont le judaïsme talmudique (ou rabbinique) se serait éloigné.
Toutefois, le karaïsme, s'il s'oppose au judaïsme rabbinique, ne s'en démarque pas totalement, particulièrement dans le cas d'Anan ben David, lequel n'hésita pas à utiliser des méthodes d'herméneutique pharisiennes (les treize principes de Rabbi Ichmaël) ou à reprendre à son compte des idées exprimées par des Pharisiens puis rejetés par eux, comme l'ascèse en souvenir de la destruction du Temple. Il aurait de plus, selon certaines versions, clamé être le dépositaire d'une révélation faite par le prophète Élie, attribuant à celui-ci un rôle d'intercesseur plus proche de la tradition pharisienne que de la lecture biblique.

### Anan ben David
Au VIIIe siècle, un talmudiste nommé Anan ben David, d'ascendance davidique supposée, s'élève contre l'hégémonie de l'exilarcat et des gueonim. Selon une histoire connue tant des rabbanites que des karaïtes, il aurait été emprisonné dans la même cellule que l'éminent juriste musulman Abou Hanifa Al-No'man Ibn Thabet, fondateur de l'école casuistique des hanafites, et aurait, sur ses conseils, développé une école d'interprétation rejetant l'exégèse talmudique, et basée sur l'étude de la Torah. Il pourrait cependant s'agir d'une légende a posteriori visant à expliquer l'influence du hanafisme sur les écrits d'Anan ben David. Il est en revanche établi qu'il se rend, ou est exilé, à Jérusalem, où il se livre à une activité missionnaire intense, reprenant des pratiques abandonnées, comme la détermination des mois en fonction de la lunaison, ainsi que certaines ordonnances d'Abou Issa, un hérésiarque juif qui l'aurait précédé d'un siècle environ, selon Yaakov Al-Qirqissani (hakham et historiographe karaïte du Xe siècle). Il en abroge d'autres, comme le port des tephillin ou la célébration de la Fête des Lumières.
Cependant, s'il fonda à n'en pas douter le courant dit ananite et est considéré comme un personnage important pour le karaïsme, il n'est pas certain qu'il en soit le créateur : Ya'acov Al-Qirqisani estime que ses disciples le suivaient en tout comme les rabbanites, voire que son exégèse était fortement entachée de rabbinisme. Certains historiens ont formulé, en s'appuyant sur les textes de Qirqissani et de Messaoudi, un lettré musulman ayant écrit à la même période, l'hypothèse que la séparation entre l'ananisme et le judaïsme rabbanite n'eut pas lieu du temps d'Anan ben David (ils fréquentaient en effet les mêmes académies religieuses) mais de son arrière-petit-fils, Anan II. À l'inverse, il est possible que le karaïsme ait une origine plus ancienne que Anan, basée sur les sectes scripturalistes antérieures.
Il semble en tout cas qu'Anan ben David ait donné aux opposants à la Loi orale deux bases qui leur avaient manqué jusque-là : la légitimité d'une ascendance davidique supposée, et les outils pour la critique d'un système talmudique autrement impénétrable.
Le code d'Anan, qualifié par certains de tentative de créer « un nouveau Talmud », comporte certes des ressemblances avec le hanafisme mais emprunte aussi au Talmud (plus précisément aux opinions exposées dans le Talmud, mais n'ayant pas convaincu les Sages du Talmud) et aux sectes juives. Ce foisonnement, qui attire initialement tous ceux que le Talmud laisse « mécontents », finit par ne trouver grâce ni aux yeux des rabbanites, ni même de beaucoup de karaïtes. De plus, la pratique très ascétique de l'ananisme est difficilement compatible avec une vie ordinaire.

### Influence de l'Islam
La coïncidence de la montée de l'islam et celle du karaïsme a été relevée par certains auteurs, et, de façon plus ancienne et plus polémique, dans les milieux du judaïsme rabbanite, où l'on accusait les karaïtes d'être des imitateurs de l'islam.
Il existe en effet certaines ressemblances de pratiques (prosternation lors de la prière, qui se fait pieds déchaussés, abstention de vin, etc.) et d'approches (rapport direct entre le fidèle et Dieu, entre le fidèle et le texte sacré). On relève aussi des points communs entre la théologie d'Anan et le kalām mu'tazilite.
Mais au-delà de ces pratiques, le poids exact de l'islam dans la naissance du karaïsme reste inconnu.
Le rabbin Bernard Revel nie même que le karaïsme puisse n'être qu'une conséquence juive de la montée de l'islam, et du chiisme en particulier.

### Évolutions auIXesiècle– Perse et Babylonie
Du VIIIe au IXe siècle, soit pendant un peu plus d'un siècle, ce sont des religieux babyloniens ou perses qui se montrent les plus influents, ce qui était cohérent avec la zone d'apparition du karaïsme, et le centre de gravité du monde juif de l'époque (le judaïsme rabbinique est également dominé par des religieux babyloniens, les Gueonim).
Tant les interprétations que la méthodologie d'Anan commencent à être critiquées au IXe siècle par ces religieux perses et babyloniens eux-mêmes.
Vers 830-860 EC, Benjamin al-Nahawendi, originaire, ainsi que son nom l'indique de Nehavend, en Iran, s'éloigne de certaines méthodes d'interprétation d'Anan (peut-être marquées par le hanafisme). Il se fie aux allégories de l'ancienne école judéo-alexandrine, et semble fortement influencé par les écrits esséniens.
Il est le premier, selon Yaaqov al-Qirqissani, à vraiment mettre en forme la doctrine karaïte : faisant fi de l'anti-talmudisme, il adopte de nombreuses ordonnances rabbiniques, tout en énonçant les principes de libre exégèse et de rejet de l'argument d'autorité.
Toutefois, bien que ses analyses diffèrent totalement d'Anan, Benjamin al-Nahavendi n'émet aucune critique explicite à son encontre, du moins qui soit parvenue jusqu'à nous.
Tel n'est pas le cas de son contemporain, Ichmaël d'Akbara, et de ses disciples. Ischmaël, fondateur des Akbarites, n'hésite pas quant à lui à traiter Anan d'« âne » et à abroger ses mesures. D'autres sous-courants du karaïsme, fondés par ses disciples, comme les Machouites, les Tiflissites et les Ramlites font de même.
Daniel Al-Qoumisi, dernière grande figure karaïte du IXe siècle, également originaire de Perse, passe de l'admiration pour Anan (l'appelant roch hamaskilim, le chef des éclairés) à la dérision (roch hakessilim, chef des fous). Contrairement à Anan, il fait montre d'un grand respect pour la science et la médecine.
Il considère que le principe des prescriptions bibliques ne doit pas être interprété allégoriquement, ni expliqué en désaccord avec le sens simple des versets. Il semble avoir été quelque peu influencé par les idées sadducéennes, notamment dans sa conception des anges, et par l'islam.
Les ananites sont donc rapidement mis en minorité et disparaissent totalement au Xe siècle.

### Le karaïsme auxXeetXIesiècles– le centre palestinien
C'est Al-Qoumisi qui aurait développé le karaïsme en Palestine vers 875. Le nouveau centre palestinien devient au Xe siècle dominant dans l'enseignement karaïte, et le restera jusqu'aux croisades, deux siècles plus tard. La communauté de la ville aurait été plus importante à l'époque que la communauté rabbanite. Beaucoup des livres importants des Xe siècle et XIe siècles y sont rédigés, mais pas tous.
Dans la seconde moitié du Xe siècle, Levi ben Japhet rédige à Jérusalem un code de lois religieuses, le livre des préceptes.
Mais la plus importante autorité du Xe siècle est Yaaqov al-Kirkissani. Outre son importante œuvre sur les sectes juives, il est exégète, législateur, et surtout philosophe. Lui aussi commence par admirer la personne d'Anan ben David sans parvenir à accepter ses interprétations.
C'est Yaaqov al-Kirkissani qui rédige en arabe le livre des lumières et tours de garde, code systématique de la loi karaïte.
Outre son développement du rikkoub (considérant mari et femme comme consanguins, il multiplie les unions interdites), il joue un rôle capital pour l'avenir du karaïsme en adoptant la démarche musulmane du Kalâm sans modification, et en prônant l'usage du sens commun et de la connaissance lors de l'exégèse.
Il en résulte une séparation au XIe siècle au sein du karaïsme entre karaïtes « philosophes », dont Joseph ben Abraham et son élève Yechoua ben Yehouda et « non-philosophes », dont Salman ben Yerouḥam, Sahl ben Matzlia'h ou Yaphet ben Ali. Ces derniers développent une activité nouvelle, la polémologie, pour contrer les attaques de Saadia Gaon, les premières à réellement ébranler le karaïsme après deux siècles.
Le XIe siècle compte aussi des grammairiens notables, comme Aaron de Jérusalem.
Au début du XIe siècle Joseph ben Abraham Hacohen ha-ro'é (« le voyant ») « polémique contre le gaon Saadia, et contribue à la diffusion du karaïsme ».

### DuXIIeauXVIesiècle– le centre byzantin
La destruction de la puissante communauté de Jérusalem lors de la première croisade (1099), et la lutte entreprise contre la communauté karaïte d'Égypte par Moïse Maïmonide et ses descendants, affaiblissent durablement le karaïsme d'orient, dont le centre de gravité se déplace partiellement (mais pas totalement) vers l'Empire byzantin (Grèce ou Turquie actuelles, essentiellement). Des missionnaires venus de Jérusalem y avaient en effet implanté des centres karaïtes dès la seconde moitié du XIe siècle.
Les karaïtes ne produiront plus de penseurs religieux originaux après le XIe siècle. La doctrine apparaît désormais comme fixée, et plus sur la défensive face à un rabbanisme qui reprend progressivement l'avantage. Mais la fin de l'innovation ne signifie pas que la production littéraire karaïte cesse.
Yehouda ben Eliya Hadassi écrit ainsi à Constantinople en 1148 son Echkol ha-kofer, « somme de théologie karaïte, et sans doute l'œuvre karaïte la plus importante jamais rédigée en hébreu ». On y trouve en particulier les dix principes de foi karaïtes.
« Aharon ben Élie, le “Maimonide karaïte”, écrit également son “paradis”, compilation systématique des lois et croyances karaïtes ».
D'autres auteurs d'une certaine importance marquent aussi la période, comme Eliyah ben Aaron de Constantinople et Eliyah ben Aaron de Nicomédie.
Vers la fin de la période, lorsque l'empire ottoman s'impose comme successeur et remplaçant de l'Empire byzantin, Andrinople (Edirne) abrite une illustre lignée de Hakhamim, les Bachiyatzi, qui donneront, entre autres, Eliyah Bachyatzi (XVe siècle), l'auteur de l'Adderet Eliyahou (code halakhique majeur du karaïsme, rédigé avec son beau-frère Caleb Afendopolo) et son petit-fils Moïse (première moitié du XVIe siècle) qui, malgré son décès prématuré à 28 ans, rédigera de nombreux traités.
La période marque cependant le déclin de l'influence du karaïsme dans les pays méditerranéens, maintenant totalement sur la défensive face au rabbanisme, et en régression démographique.

### Le karaïsme en Europe occidentale
Les disciples de Yechoua ben Yehouda transportent ses enseignements à travers l'Europe.
Sous l'impulsion d'ibn al-Tarras, le karaïsme s'implante en Espagne au XIIe siècle, mais le missionnaire est sans doute trop agressif, car il entraîne une réaction rabbanite, qui finit par circonscrire les karaïtes dans une citadelle. Leur passage en Espagne suscite la création d'œuvres rabbiniques de premier plan, comme le Sefer HaKabbala d'Abraham ibn Daoud ou le Kouzari de Juda Halevi, tous deux rédigés en vue de défendre le judaïsme rabbinique, ce qui indique le succès rencontré par les thèses karaïtes.

### En Europe orientale
Les Karaïmes se seraient installés dans le sud de l'Ukraine au plus tôt au VIIIe siècle, voire postérieurement.
Cette région est restée du début du Moyen Âge à la fin du XVIIIe siècle sous contrôle de diverses populations turcophones (avec des épisodes ponctuels de conquêtes extérieures : Mongols, Lituaniens…).
La Crimée avec sa capitale Cufut-Kalé, (sud de l'Ukraine), apparaît en tout cas à la fin du Moyen Âge comme un centre karaïte important, attirant d'ailleurs des immigrants d'autres communautés karaïtes. Les communautés locales sont bien sûr de langue turque.
À la fin du XIVe siècle se situe le transfert de prisonniers de Crimée en Lituanie, à la suite de la victoire sur la Horde d'or de Vytautas le Grand, Grand Duc de Lituanie. Parmi ces prisonniers se trouvent une majorité de Tatars de Crimée, mais aussi un certain nombre de Karaïmes. Ces populations s'établissent en particulier dans et autour de la capitale de Vytautas le Grand : Trakai (ou Troki). Le grand duc leur accorde un statut officiel de communauté religieuse reconnue. Les Karaïmes du nord réussissent leur implantation, tout en conservant leur dialecte turc, notamment pour un usage religieux.
« Devant les menaces extérieures répétées de la Horde d'or et des Chevaliers Teutoniques, ajoutées aux risques de trahisons intérieures, Vytautas le Grand se dote d'un dispositif de défense » où sont intégrées des troupes karaïmes. « En échange les militaires karaïmes reçoivent des terres ce qui leur permet dans certains cas de prétendre à des titres de noblesse. Parallèlement se développe une bourgeoisie karaïme qui se consacre au commerce et au fermage des douanes. Cette communauté jouit d'un statut exceptionnel, proche de celui de la noblesse et qui s'apparente aux privilèges accordés aux villes par la charte de Magdebourg. […] Ils entretiennent d'excellentes relations avec les communautés karaïmes de Crimée tout en jouissant d'une parfaite intégration locale ».
Ces Karaïmes lituaniens au statut enviable conservent leurs traditions, y compris vis-à-vis de leurs coreligionnaires rabbanites venus d'Europe centrale. Un de leurs plus grands érudits, Isaac de Troki, qui entend réfuter « les arguments d'auteurs contre la religion juive et […] montrer la supériorité du judaïsme » rend public en 1593 son traité contre la théologie chrétienne, Le renforcement de la foi, qui attire plus tard l'attention bienveillante de Voltaire.
Après cette époque d'épanouissement, les territoires karaïmes sont le siège de guerres, d'invasions, d'épidémies, de famines qui affaiblissent la position des Karaïmes.
En 1783, les Russes envahissent la Crimée ottomane.
Le troisième partage de la Pologne, en 1795, rattache la Lituanie à l'empire russe. La majeure partie de la population karaïme d'Europe orientale (Lituanie, Ukraine, Crimée) se retrouve dans l'Empire russe, à la seule exception de petites communautés, en Galicie, qui sont depuis 1772 dans l'empire d'Autriche, empire qui leur concède un statut particulier en 1775.

### La rupture entre karaïtes et Karaïmes
Les communautés karaïmes de l'empire russe ont profondément modifié la définition même du terme karaïsme, puisque les Karaïmes européens choisissent au XIXe siècle de se redéfinir comme un groupe ethno-religieux totalement indépendant du judaïsme, là où de tout temps les karaïtes s'auto-définissent comme juifs. Il y a donc une rupture entre les karaïtes du monde arabe considérés comme « juifs » et les Karaïmes se distinguant comme un groupe ethno-religieux indépendant du judaïsme.
Les lois anti-juives de l'Empire russe pèsent en effet lourdement sur les populations juives. La question se pose inévitablement du statut des populations karaïtes nouvellement rattachées (entre 1783 et 1795) à l'empire.
La population karaïte bénéficie d'un statut social et économique assez favorisé par rapport à celui des populations juives rabbanites : commerçants, négociants, souvent des notables socialement bien intégrés, et ce aussi bien en Lituanie/Pologne qu'en Crimée, les deux grands centres de population karaïme de l'époque.
Dès le départ, la domination russe s'annonce sous de bons auspices : en 1795, une délégation de trois responsables karaïmes auprès de Catherine II de Russie (la grande Catherine), obtient une reconnaissance particulière dont ne bénéficient pas les juifs. Les Karaïmes de Crimée sont en effet exonérés de la double taxe qui pèse sur les juifs, exonération ensuite étendue aux autres Karaïmes de l'empire.
Les Karaïmes sont ensuite exemptés de conscription militaire en 1827, puis reconnus comme une communauté jouissant de l'autonomie religieuse en 1837 et obtiennent les mêmes droits que les citoyens russes en 1863.
Cette construction d'un statut largement supérieur à celui des Juifs se fait sur trois générations et engendre un travail intense des Karaïmes pour justifier leur non-judaïté.
Dans le judaïsme, les notions de peuple juif et de religion juive sont traditionnellement très confondues (encore que pas totalement : selon la halakha, un Juif converti à une autre religion reste membre du Peuple). Dans la nouvelle démarche qui s'impose au XIXe siècle en Europe orientale, les notions de religion et de peuple se retrouvent totalement séparées. Les Karaïmes est-européens considèrent ainsi appartenir à la même communauté religieuse que les karaïtes des pays arabes (qui se considèrent pourtant comme juifs), mais ils considèrent aussi qu'ils appartiennent à un peuple différent, d'origine turcophone, autant différent des juifs en général que des autres communautés juives karaïtes en particulier. À partir de 1934, le régime politique nazi décide qu'ils ne sont pas juifs
En 1917, des représentants Karaïmes adoptent une déclaration qui fait la synthèse de cette nouvelle démarche : « [les Karaïtes sont] le peuple autochtone de la Crimée, uni par la communauté d'ascendance, de langue et de traditions, qui se considèrent eux-mêmes comme ethniquement spécifiques, liés à d'autres peuples turciques, ayant une culture originale et une religion indépendante. Ils se sentent attachés à la Crimée en tant que leur patrie historique ».
En 1937, les Karaïtes sont exemptés des lois raciales allemandes par l'apport de documents tsaristes qui affirment qu'ils ne sont pas d'origine juive, mais convertis au judaïsme à une époque récente. Ces documents sont acceptés par le ministère de l'intérieur allemand, ce qui sauve les karaïtes allemands, et plus tard ceux du Caucase, de la déportation. De nombreux certificats de karaïsme provenant de la communauté égyptienne, mais aussi des Karaïtes de Lituanie, permettent alors de sauver un certain nombre de Rabbanites de la mort.
Un auteur karaïme moderne écrit ainsi en 1980 des karaïtes qu'ils « ont rejeté […] l'idée de se présenter comme un seul peuple élu, […] [et] le sentiment d'appartenance à une même communauté ethnique ».
L'auteur ne cache d'ailleurs pas sa critique des karaïtes se définissant comme juifs, accusés d'être « peu confiants en leur force », ni son hostilité au sionisme dont les « dirigeants […] cherchent vainement à étouffer depuis plus de deux mille ans » les idées karaïtes. Le terme sionisme couvrant deux mille ans désigne ici manifestement les communautés juives en général. Les juifs rabbanites, toujours désignés par le seul terme de « juifs », sont aussi régulièrement accusés par l'auteur, par exemple d'avoir « ruiné matériellement » les karaïtes de Pologne et de Lituanie.
Au-delà de la volonté de rupture ethnique, les Karaïmes ont eu la volonté de maintenir l'idée de communauté religieuse karaïte. Les Karaïmes de Crimée vont ainsi établir des liens religieux avec les karaïtes égyptiens, et ceux-ci vont souvent prendre des dirigeants religieux d'origine européenne. De même, des mariages contractés entre karaïtes d’Égypte et de Crimée ou de Lituanie ont lieu.

### La rupture théologique
Depuis le début du XIXe siècle, les Karaïmes est-européens essaient de se séparer ethniquement des Juifs, mais la définition religieuse du karaïsme était restée inchangée. Cette situation va changer dans les premières années du XXe siècle.
En 1910, afin de renforcer encore leur différenciation d'avec les juifs dans un contexte où les pogroms sont devenus réguliers, « le congrès des Hakhamim et des Hazzanim de l'empire russe décide de ne plus autoriser les mariages entre Rabbanites et Karaïtes, ou l'acceptation des Rabbanites souhaitant devenir Karaïtes ».
En 1911, Sheraya Szapszal est élu le Hakham en chef des communautés karaïtes de Crimée (le groupe le plus important de l'empire). Cette élection est révélatrice de l'évolution des Karaïmes à double titre.
D'une part, Szapszal n'a pas de formation religieuse spécifique. Voici la laïcisation progressive des Karaïtes de l'empire russe, population en voie de modernisation et de laïcisation rapide, où les études séculières sont devenues plus prestigieuses que les études religieuses.
D'autre part, Szapszal exprime une vision accentuant encore la rupture avec le judaïsme. Il défend en particulier l'idée que Jésus-Christ et Mahomet doivent être reconnus par les Karaïmes comme de grands prophètes. En 1936, devenu responsable des Karaïtes de Pologne et de Lituanie, il déclare « le Christ est pour nous un grand prophète mais pas le Messie. La communauté de Pologne qu'il dirige résume en 1938 sa vision : « Les Karaïtes voient le Christ et Mahomet comme prophètes ». À ce stade, ce n'est plus seulement une rupture ethnique avec les juifs (mais aussi avec les karaïtes juifs d'Orient) qui est recherchée, c'est une rupture avec les principes même du judaïsme, ainsi que du scripturalisme karaïte (la stricte interprétation de la Bible hébraïque). Cette rupture radicale aurait d'ailleurs soulevé certaines oppositions à l'époque dans les milieux Karaïmes.
Outre les éventuelles convictions religieuses de Szapszal, cette évolution semble avoir eu trois avantages :
- accentuer la divergence avec les Juifs, dans un Empire russe où les pogroms devenaient très nombreux.
- rendre la religion karaïme plus acceptable aux yeux des chrétiens orthodoxes en acceptant partiellement Jésus.
- rendre la religion karaïme plus acceptable aux yeux des Ottomans, majoritairement musulmans, en acceptant partiellement Mahomet. Scheraya Szapszal est en effet un sympathisant des mouvements nationalistes turcs à l'époque en pleine ébullition (mouvement des Jeunes-Turcs).

### L'assimilation
Après la révolution russe, le karaïsme d'Europe orientale entame un déclin qui semble profond. L'enseignement religieux est quasiment interdit par le régime soviétique. Les populations karaïmes n'ont plus de centres de population importants, et sont largement acculturées à leur environnement. La rupture religieuse avec les karaïtes juifs rend même difficile d'appuyer une renaissance religieuse sur les karaïtes israéliens, dont la communauté, originaire d'Égypte, est aujourd'hui numériquement la plus nombreuse (25.000 dont 10.000 pratiquants, 12 synagogues et 10 oratoires).

## Le développement puis la régression du karaïsme

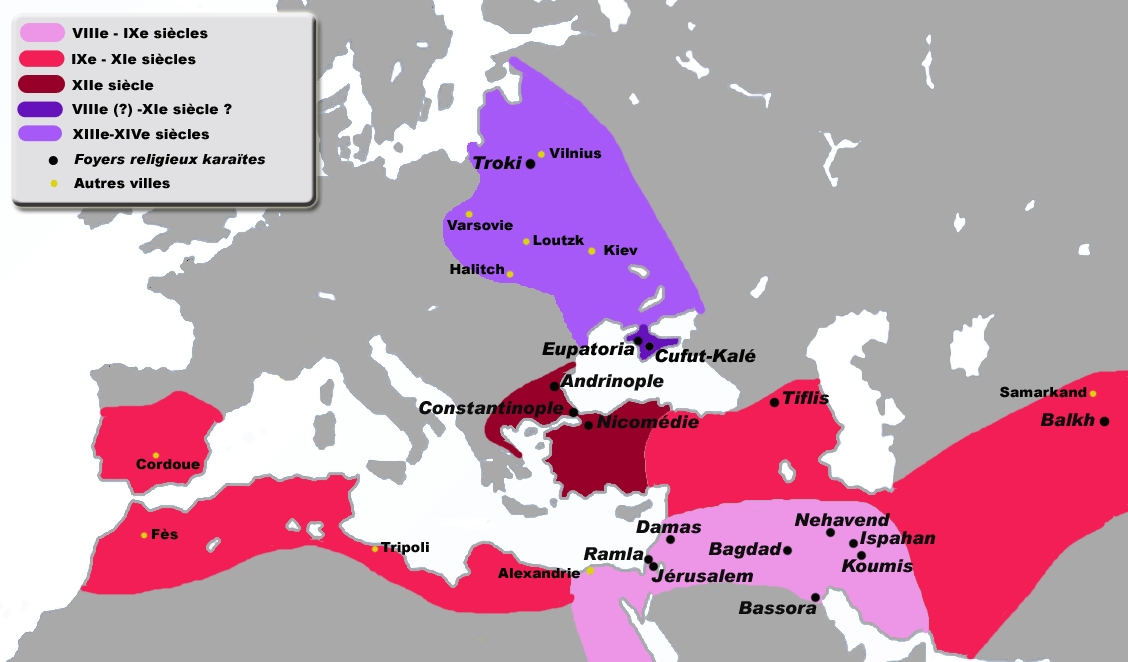
Carte historique de développement du karaïsme.

Le karaïsme connaît du VIIIe siècle au Xe siècles son âge d'or. Fondée sur le sens simple du texte, en accord avec ce que dicte la raison, par opposition au Talmud qui paraît souvent inabordable, abscons, et truffé de superstitions persanes, la nouvelle interprétation du judaïsme se répand rapidement à travers toutes les communautés juives, et gagna même le Khanat des Khazars au Xe siècle, sur la rive nord de la mer Noire.
Les auteurs estiment qu'entre 10 et 40 % de Juifs auraient adhéré au karaïsme vers le IXe et le Xe siècle. Bien que ce type d'estimation soit à prendre avec prudence, les recensements de population au sens moderne du terme n'existant pas à l'époque, il semble indubitable que les idées karaïtes avaient pénétré en profondeur les communautés juives d'orient comme d'occident.
Les descendants d'Anan ben David règnent à Jérusalem en princes, et mènent une activité missionnaire intense auprès des communautés juives. « Les communautés karaïtes assurent leur protection grâce à des membres éminents de la secte, personnages en vue à la cour des puissants […]. Dirigées par des nessi'im (princes) s'affirmant volontiers descendants de la maison de David, elles s'enorgueillissent de nombreux savants qui font autorité dans leurs disciplines : exégèse biblique droit, hébreu, philosophie… L'effort intellectuel des karaïtes vise […] à prouver les erreurs du judaïsme talmudique. La méthode critique qu'ils mettent au point et leur excellente connaissance des doctrines et des coutumes rabbiniques rendent compte de l'indéniable qualité de la polémique religieuse. Mais la critique sociale n'est pas moins acerbe : les karaïtes s'en prennent durement aux chefs du judaïsme rabbinique, exilarques, gueonim et dignitaires de leur entourage ». Le poids des intellectuels karaïtes de l'époque est important, et le serait d'autant plus si Aharon ben Moshe ben Asher et les autres massorètes qui ont fixé le texte massorétique étaient karaïtes, comme les karaïtes eux-mêmes se plaisent à le croire. Toutefois, cette importance pourrait être en partie surévaluée, certains chercheurs ayant, comme Simhah Pinsker, identifié tout érudit concentrant sa recherche sur la Bible comme un karaïte.
Le karaïsme apparaît aussi comme éclaté, l'interprétation étant libre et sans argument d'autorité. Les karaïtes de Korassan décident de fixer le début du mois non à la nouvelle lune, mais au premier quart : ils célèbrent donc les fêtes à des dates différentes des autres karaïtes.

### Réactions rabbiniques
Le judaïsme rabbinique (ou rabbanite) a réagi très négativement au karaïsme, et a rejeté les Karaïtes en dehors de la communauté, en tant qu'hérétiques.
À compter du Xe siècle, l'avancée du karaïsme semble enrayée, et il commence un déclin d'abord lent, puis plus prononcé. Au Fayyoum, en Égypte, Saadia Ben Joseph Gaon, rabbin et philosophe (892-942), entame une polémique contre les Karaïtes jouissant d'un tel retentissement qu'il est considéré tant par les rabbanites que les karaïtes comme l'un des plus influents artisans de ce reflux. « Leader autoritaire, polémiste érudit et incisif, Saadia » utilisa autant l'arme de l'exégèse, affirmant « que l'interprétation talmudique n'était nullement contraire aux exigences de la raison » que celle de la polémique, parfois très agressive, faisant des karaïtes des hérétiques marqués par l'islam. Les trois livres écrits par Saadia Gaon contre les karaïtes (le premier contre Anan ben David lui-même en 915) ont disparu, mais sont connus par les larges citations que l'on retrouve chez des auteurs ultérieurs, preuve du poids de Saadia.
Au XIe siècle, la prise de Jérusalem par les Seldjoukides en 1071 puis par les croisés en 1099 affaiblit profondément le principal centre spirituel karaïte, ce qui contribue sans doute à son déclin. Ainsi, lors de la prise de Jérusalem, les Croisés jettent karaïtes et rabbanites dans une synagogue, et les brûlent vifs.
Au Caire au XIIe siècle, Moïse Maïmonide continue le combat contre les idées karaïtes, rédigeant en particulier son Mishné Torah. Devenu médecin de cour en 1170, il use de toute son influence politique pour réduire celle des karaïtes. On trouve en effet en Égypte une importante communauté karaïme, d'autant plus influente que le naggid (autorité rabbinique suprême) d'Égypte, un nommé Zoutta, a de bonnes relations avec eux.
La première épître que Maïmonide rédige à propos des karaïtes est empreinte de réserve et d'humanité : le karaïte n'est pas un idolâtre, et tant qu'il n'impose pas ses rites au rabbanite, le rabbanite peut le compter parmi ses hôtes, boire de son vin, et entretenir commerce avec lui. Toutefois, le karaïte ne peut faire partie d'un minyane.
Néanmoins, devant les tensions mutuelles, le ton se durcit très vite. C'est en partie pour lutter contre l'influence karaïte que Maïmonide rédige son Mishné Torah. Ceux-ci, en retour, ne cessent de porter des accusations sur sa prétendue conversion à l'islam.
La lutte se poursuit à travers les générations. Son arrière-petit-fils, Avraham Maïmonide II, aurait fait retourner une grande communauté karaïte dans le giron du judaïsme rabbanite en une journée.
Le conflit, étalé sur des siècles, est marqué par des affrontements très durs, parfois haineux. « Cette secte avait fait courir de si graves dangers à l'unité d'Israël que les rabbins prononcèrent contre elle les plus graves excommunications. Fait sans précédent, ils interdirent la réintégration des Karaïtes au sein du judaïsme officiel. […] Et le souvenir des anathèmes d'antan est resté […] vivace » jusqu'à nos jours. Cependant, l'interdit sur la réintégration des karaïtes ne fut pas respecté en tout lieu et à toutes les époques, comme l'indique l'exemple de Avraham Maïmonide II ci-dessus.
Malgré les relations souvent tendues, les documents retrouvés dans la Guenizah du Caire (une sorte de « cimetière » de documents religieux usagés) attestent de cas de mariages entre karaïtes et rabbanites, preuve que les relations entre communautés juives n'étaient pas toujours aussi conflictuelles que ce que les textes émis par les autorités religieuses peuvent le laisser penser.
Il a donc existé de nombreuses communautés karaïtes, en fait dans pratiquement tous les pays où il y avait des Juifs : de l'Espagne à la Perse, de la Lituanie au Maroc,. Mais elles ont toutes fini par disparaître, à l'exception essentielle de celles d'Europe orientale, et de celle d'Égypte.

### En Afrique du Nord et au Proche-Orient
Concernant les communautés des pays arabes, progressivement réduites à la seule communauté égyptienne, la langue et la culture étaient arabes, peu différentes en fait de la culture des Juifs rabbanites des pays arabes.
De fait, les rapports montrent une différenciation sociale et culturelle limitée entre les différentes communautés juives de la zone (karaïtes ou rabbanites).
Progressivement, ces communautés se réduiront, pour ne survivre qu'au Caire (en Égypte) et en Irak. Parmi les karaïtes égyptiens célèbres au XXe siècle, le juriste et théologien Mourad Farag, le compositeur Daoud Hosni (en).
La communauté marocaine disparaît au XVIIIe siècle.
La communauté de Damas, une des dernières à survivre, a disparu vers 1860 à la suite de massacres, et les survivants vinrent se mêler à la communauté égyptienne, voire à la petite communauté de Turquie.

### En Europe occidentale
Il a existé au Moyen Âge des communautés karaïtes en Europe occidentale, mais elles ont assez rapidement disparu.
La plus importante semble avoir été la communauté d'Espagne, qui offre d'ailleurs la spécificité d'avoir un temps vu une femme y jouer un important rôle religieux (al-Maâllema, femme d'Al-Taras).
Bien que située en Europe occidentale, il faut rappeler que la péninsule ibérique de l'époque pouvait être considérée culturellement et religieusement comme un prolongement au moins partiel du monde musulman.
Les communautés sont particulièrement florissantes en Castille, mais aussi à Tolède, Talavera ou Carrion. À compter du XIe siècle, sous le roi Alphonse VI de Castille, des persécutions à leur encontre auraient été entreprises par les communautés rabbanites avec le soutien du pouvoir chrétien. Elles auraient abouti au départ ou à la conversion des karaïtes d'Espagne au XIIIe siècle.

### Synthèse
Après une forte période d'expansion avant l'an mille, les communautés karaïtes ont commencé un lent reflux démographique, surtout à partir du XIIIe siècle.
À la fin du XVIIIe siècle, il restait des petites communautés résiduelles : une en Turquie (à Constantinople / Istanbul), une en Irak (à Hitt), une à Jérusalem (refondée en 1744 par des membres des autres communautés) et une autre à Damas (en Syrie, détruite par les massacres de 1860). Mais subsistaient surtout deux grands ensembles karaïtes :
- la communauté égyptienne du Caire ;
- les communautés de l'empire russe.

Le grand centre du karaïsme est actuellement situé en Israël, où la communauté cairote a émigré après 1956. La plus grande partie de la petite communauté irakienne s'y est jointe, ainsi qu'une partie des Karaïmes de Crimée (le dernier Hakham al-Akbar d'Égypte, Touvia Levi Babovich, était un Criméen). Quelques communautés karaïmes subsistent en Lituanie (il y a notamment une kenesa à Vilnius).
En Turquie, une communauté karaïte d'une cinquantaine de personnes subsiste encore à ce jour à Istanbul, possédant un lieu de culte dans le quartier de Hasköy, Kahal Kadoch be-Soukra bene-Miqra.